# Burnside (Illinois)
Burnside és una àrea no incorporada a Pilot Grove Township, al comtat de Hancock (Illinois), Estats Units. Burnside és a 40° 30′ 14″ N, 91° 06′ 01″ O / 40.50389°N,91.10028°O a un alçada de 646 peus sobre el nivell dels mar
Burnside fou fundat el 1862, i anomenat en honor d'Ambrose Burnside, un oficial de ferrocarril.